# Heinz Hitler
Heinrich Hitler (kaldenavn Heinz) (14. marts 1920 – 1942 i Moskva) var yngste søn af Alois Hitler jr. og Hedwig Heidemann og dermed nevø af Adolf Hitler. Da 2. verdenskrig brød ud, var han i Wehrmacht på Østfronten. Her blev han krigsfange og døde i 1942. 
I modsætning til sin halvbror William Patrick Hitler var Heinz overbevist nationalsocialist, og han gik på partieliteskolen Nationalpolitische Erziehungsanstalten (Napola) i Ballenstedt i Sachsen-Anhalt fra 1935 til 1938 og vendte tilbage dertil i 1939 for at tage abitur. Han ville være officer og blev i 1939 officersaspirant i Wehrmacht. Han blev underofficer i Potsdams Artilleriregiment nr. 23 i 1941 og deltog i Operation Barbarossa. Den 10. januar 1942 blev han taget til fange af Den røde hær og sendt til militærfængslet Butyrka i Moskva, hvor han døde 21 år gammel efter tortur og mishandling.
Det vides ikke, hvilken betydning drabet på Heinz Hitler fik på Oberkommando der Wehrmachts og styrets behandling af Josef Stalins søn, Jakov Dzjugasjvili, der kom i tysk krigsfangenskab ved Smolensk den 16. juli 1942 og blev dræbt i Sachsenhausen den 14. april 1943 efter tortur og mishandling.